# Rani mraz
A Rani mraz (jelentése: Reggeli fagy) szerb popzenei együttes volt Újvidékről, amely 1977 és 1981 között működött, a Žetva és a Suncokret együttesek tagjaiból alakult. A felállás többször is változott, végül csak Balašević és Krstić maradtak hivatalosan tagok.

## Tagok
- Đorđe Balašević
- Verica Todorović
- Bilja Krstić
- Bora Đorđević
- Vladimir Knežević "Knez" - gitár

## Albumok

### Nagylemezek
- Mojoj mami umesto maturske slike u izlogu (1979)
- Odlazi cirkus (1980)
- Panonski mornar (1980, csak kazettán jelent meg)

## Kislemezek és EP-k
- Računajte na nas! (1978)
- Kristifore, crni sine / Moja prva ljubav (1978)
- Oprosti mi, Katrin (1978)
- Prvi januar (1979)
- Panonski mornar (1979)
- Tri puta sam video Tita (1981)

## Forrás
- Discogs